# Săndulești
Săndulești é uma comuna romena localizada no distrito de Cluj, na região histórica da Transilvânia. A comuna possui uma área de 22.48 km² e sua população era de 1931 habitantes segundo o censo de 2007.